# Олексіївка (Куяльницька сільська громада)
Олексі́ївка — село Куяльницької сільської громади в Подільському районі Одеської області, Україна. Населення становить 400 осіб.

## Історія
Під час організованого радянською владою Голодомору 1932—1933 років померло щонайменше 24 жителі села.
12 червня 2020 року, відповідно до Розпорядження Кабінету Міністрів України від № 724-р «Про визначення адміністративних центрів та затвердження територій територіальних громад Одеської області», увійшло до складу Куяльницької сільської територіальної громади.
19 липня 2020 року, в результаті адміністративно-територіальної реформи і ліквідації Подільського району (1923-2020), село увійшло до складу новоутвореного Подільського району Одеської області.

## Населення
Згідно з переписом УРСР 1989 року чисельність наявного населення села становила 446 осіб, з яких 207 чоловіків та 239 жінок.
За переписом населення України 2001 року в селі мешкало 398 осіб.

### Мова
Розподіл населення за рідною мовою за даними перепису 2001 року:
| Мова       | Відсоток |
| ---------- | -------- |
| українська | 90,75 %  |
| молдовська | 5,75 %   |
| російська  | 3,25 %   |
| інші       | 0,25 %   |

## Постаті
- Ладиженський Олександр Васильович (1978—2014) — старшина Збройних сил України, учасник російсько-української війни.